# Ophichthus tetratrema
Ophichthus tetratrema är en fiskart som beskrevs av Mccosker och Rosenblatt, 1998. Ophichthus tetratrema ingår i släktet Ophichthus och familjen Ophichthidae. Inga underarter finns listade i Catalogue of Life.